# Chersotis vicina
Chersotis vicina là một loài bướm đêm trong họ Noctuidae.